# Portugal en los Juegos Olímpicos de Los Ángeles 1984
Portugal estuvo representado en los Juegos Olímpicos de Los Ángeles 1984 por un total de 38 deportistas que compitieron en 11 deportes.  
El portador de la bandera en la ceremonia de apertura fue el yudoca António Roquete.

## Medallistas
El equipo olímpico portugués obtuvo las siguientes medallas:
| Nombre         | Deporte   | Competición |
| -------------- | --------- | ----------- |
| Oro            |           |             |
| Carlos Lopes   | Atletismo | Maratón M   |
| Plata          |           |             |
| —              |           |             |
| Bronce         |           |             |
| António Leitão | Atletismo | 5000 m M    |
| Rosa Mota      | Atletismo | Maratón F   |